# برونو نيكولاي
برونو نيكولاي (بالإيطالية: Bruno Nicolai)‏ هو موزع وملحن وموسيقي إيطالي، ولد في 26 مايو 1926 في روما في إيطاليا، وتوفي بنفس المكان في 16 أغسطس 1991.

## وصلات خارجية
- برونو نيكولاي على موقع IMDb (الإنجليزية)
- برونو نيكولاي على موقع ألو سيني (الفرنسية)
- برونو نيكولاي على موقع ميوزك برينز (الإنجليزية)
- برونو نيكولاي على موقع أول موفي (الإنجليزية)
- برونو نيكولاي على موقع قاعدة بيانات الأفلام السويدية (السويدية)
- برونو نيكولاي على موقع أول ميوزيك (الإنجليزية)
- برونو نيكولاي على موقع ديسكوغز (الإنجليزية)
- برونو نيكولاي على موقع قاعدة بيانات الفيلم (الإنجليزية)
- برونو نيكولاي على موقع كينوبويسك (الروسية)